# Указатели нектара
Указатели нектара — это контрастные отметины или узоры на цветках некоторых видов покрытосеменных растений, служащие для привлечения опылителей и направления их к награде (в частности к нектару), «указывают правильный путь». Эти отметины могут иметь форму полос, пятен, концентрических колец, скоплений точек и чаще всего располагаются на околоцветнике. Часто они видны только в ультрафиолетовом диапазоне, который воспринимается зрением опылителей, но могут быть видны и в видимой части спектра. Указатели нектара возникли в результате коэволюции растений и их опылителей, способствуя более эффективному опылению: они помогают цветку привлекать именно тех насекомых, которые с наибольшей вероятностью обеспечат перенос пыльцы, и одновременно снижают вероятность утраты нектара и пыльцы из-за кражи нектара хищниками.  
Термин «указатель нектара» может вводить в заблуждение, так как подобные указатели встречаются и на цветках с пыльцевой аттрактацией, подобные метки корректнее называть указатели аттрактанта. К числу аттрактантов (от англ. аттракт — привлекать), вызывающих функционирование пищевых инстинктов опылителей, относятся: пыльца, нектар, жирные масла, пищевые тельца, воск, вода, аромат и т. д.

## История исследования
Значение указателей нектара было впервые описано немецким ботаником Христианом Конрадом Шпренгелем в 1793 году. Наблюдая за цветками незабудки, он пришёл к выводу, что отметины направляют насекомых к источнику нектара. Однако их природа и функция стали предметом серьёзного научного изучения лишь позднее, что открыло широкие перспективы для исследований в области эволюционной биологии.
В 1872 году Адольф Энглер подверг сомнению роль указателей нектара в опылении, отвергнув их функциональное значение. В то же время Герман Мюллер в 1883 году отметил закономерность: у растений, опыляемых насекомыми, но не имеющих указателей, нектарники, как правило, более открытые.
Исследования, проведённые Герцем (1937) и Даумером (1958), выявили, что многие цветки, кажущиеся человеку белыми, поглощают ультрафиолетовое излучение. Поэтому для пчёл они выглядят сине-зелёными — благодаря особенностям их зрения.
В 1996 году Проктор с соавторами выразили сомнение в корректности термина «указатель нектара», указав, что подобные визуальные сигналы встречаются и у растений, не вырабатывающих нектар. Поскольку к числу аттрактантов (от англ. аттракт — привлекать), вызывающих функционирование пищевых инстинктов опылителей, относятся: пыльца, нектар, жирные масла, пищевые тельца, воск, вода, аромат и т. д, то подобные отметины корректнее называть указатели аттрактанта. 

## Опыление
К числу аттрактантов (от англ. аттракт — привлекать), вызывающих функционирование пищевых инстинктов опылителей, относятся: пыльца, нектар, жирные масла, пищевые тельца, воск, вода, аромат и т. д. Поэтому указатели нектара встречаются только у растения с биотическим опылением, и не встречаются при абиотическом (опыление ветром или водой).
Указатели нектара служат межвидовым визуальным сигналом того, что цветок содержит награду. Награды чаще всего принимают форму нектара, пыльцы или и того, и другого; однако растения могут также производить масло, смолы, ароматы или воски. Посещение опылителями может способствовать отбору различных признаков цветка, включая указатели нектара, посредством процесса, называемого отбором, опосредованным опылителями. Например, считается, что указатели нектара повышают эффективность поиска пищи опылителями, сокращая время, затрачиваемое на разведку. Эти направляющие могут также уменьшить кражу нектара, что приводит к переносу большего количества пыльцы и, в конечном итоге, повышает приспособленность растений. 
Согласно теории оптимального фуражирования, опылители находят компромисс между выбором источников пищи (нектар, пыльца), количеством получаемых от них калорий и временем, затрачиваемым на их поиск. В этом контексте нектарный указатель соответствует неспецифическим мутуалистическим отношениям: при равном энергетическом вознаграждении опылители нескольких видов животных отдают предпочтение цветкам, снабжённым нектарными указателями, и в свою очередь участвуют в опылении.  
Иногда указатели нектара можно видеть у растений, у которых вообще отсутствует награда. Эти растения прибегают к стратегии обмана опылителей (обманная аттракция), например, большинство ятрышников не имеет нектара в шпорце, и чем они привлекают насекомых, остаётся неизвестным.  

## Синдромы опыления
Указатели нектара является частью синдрома меллитофилии (опыление пчёлами), реже психофилии (опылении бабочками), и совсем редко при орнитофилии (опыление птицами). Указатели нектара отсутствуют у цветков, опыляемых ветром и водой, мухами, жуками, муравьями, молями, летучими мышами и нелетающими животными. 
Пчёл привлекают прерывистые линии, а не только служат им ориентирами, при этом грубый, разорванный контур привлекает пчёл сильнее, чем тонкий и простой. 
Цветки, опыляемые бабочками, нередко снабжены простыми указателями нектара, который скрыт глубоко в узких трубках или шпорцах. Бабочек привлекает яркий венчик и механические углубления для хоботка. 
Цветки, опыляемые птицами, изредка могут иметь простые указатели нектара, но чаще они отсутствуют. 

## Формы и разновидности
Указатели нектара могут иметь следующий вид:
- Круговые — начинаются в центре цветка (у сложноцветных цветоложе антодия не отражает УФ-свет) и продолжаются по всем лепесткам, заканчиваясь на определённом, характерном для вида расстоянии и форме края.
- Кольцевые — начинаются на некотором расстоянии от центра цветка и, подобно круговым, заканчиваются у края, формируя в целом кольцо.
- Линейные — прожилки, которые тянутся по лепесткам от центра цветка к их краю, доходя до него в разной степени. Такие указатели чаще встречаются на зигоморфных цветках, с роговидными или губовидными венчиками, у таких цветков нектарники могут иметь линейную форму, направляя их к основанию цветка[23].
- Пятнистый — выглядят как небольшие точки или как неправильные, но симметричные относительно оси лепестка пятна.
- Комбинированные — сочетают в себе две выраженные формы из перечисленных четырёх основных типов.

- Примеры указателей нектара на актиноморфных цветках
- Прожилки на цветке герани пятнистой (Geranium maculatum)
- Тёмные пятна у основания каждого лепестка ладанника ладаноносного (Cistus ladanifer)
- Красные пятна на цветке калохортуса Calochortus argillosus
- Жёлтые пятна на основаниях лепестков ладанника шалфеелистныого (Cistus salviifolius) имитируют пыльцу
- У цветков гибискуса тройчатого (Hibiscus trionum) помимо видимого глазка, лепески формируют глазок в УФ-части спектра
- Глазок на цветке повоя заборного (Calystegia sepium) с мухой-журчалкой Episyrphus balteatus
- Треугольные маркеры Lapeirousia oreogena указывают, куда вставлять хоботок[24]

- Примеры указателей нектара на зигоморфных цветках
- Тёмные полоски и жёлтый глазок в центре цветка фиалки Виттрока (Viola ×wittrockiana) подсказывает опылителями, где содержится нектар
- Контрастные линии на цветках Viola glabella
- Тёмные отметины и пятна на губе  пальчатокоренника сфагнового (Dactylorhiza majalis ssp. sphagnicola).
- Пятна на внутренней поверхности цветков наперстянки пурпурной (Digitalis purpurea)[25]
- Указатели нектара в виде полос на цветке подранеи Рикасоля (Bignonia ricasoliana)[26]
- Оранжевая окраска с пятнами цветка недотроги Impatiens capensis привлекает шмелей и колибри
- Пятна и многочисленные маленькие пурпурные точечки у катальпы бигнониевидной (Catalpa bignonioides)

### Динамика в стадиях цветения
Благодаря изменению цвета в видимом для человека диапазоне указатели нектара могут сообщать насекомым о количестве нектара, выделяемого цветком. 
У незабудки расставленноцветковой (Myosotis dissitiflora) указатель нектара, в виде жёлтого кольца вокруг входа в трубку венчика, после прекращения секреции аттрактанта меняет цвет на белый, а у гунии красивой (Huynchia pulchra) бордово-коричневые указатели нектара в этой фазе полностью исчезают. У конского каштана обыкновенного (Aesculus hippocastanum) и проломника мохнатого (Androsace villosa) указатели нектара меняют свой цвет от жёлтого, в начале цветения при обильном выделении нектара, затем темнеют через оранжевый до малинового, к его окончанию, когда нектар уже не выделяется.
- Примеры динамических указателей нектара
- У гунии красивой (Huynchia pulchra) коричневые пятна исчезают по окончании секреции аттрактанта
- Жёлтые и малиновые пятна на лепестках конского каштана (Aesculus hippocastanum) сигнализируют о разных стадиях цветения цветков в соцветии
- Цветки проломника мохнатого (Androsace villosa) в начале цветения
- Цветки проломника мохнатого (Androsace villosa) в конце цветения

## Спектральная видимость
У разных таксонов животных существуют значительные различия в системах цветового зрения. Из-за этих различий цвета цветов вызывают специфические поведенческие реакции у разных посетителей цветов после приближения к ним.
- Указатели нектара в различных спектрах
- Цветок лютика едкого (Ranunculus acris) в видимом свете (слева), УФ-свете (в центре) и ИК-свете (справа)
- Цветок лилейника в видимом, ультрафиолетовом и инфракрасном свете. Указатель нектара (чёрная сердцевина) виден только в ультрафиолетовом свете.

Указатели нектара иногда видны человеку, например, у Linaria genistifolia жёлтые цветки с оранжевыми указателями нектара или у наперстянки пурпурной (Digitalis purpurea) указатели нектара имеют вид пятен и точек в видимом диапазоне спектра. Однако у других растений, например, у лютика лугового (на фото ниже), они видны только при наблюдении в ультрафиолетовом свете. В ультрафиолетовой части спектра цветки имеют более тёмную серединку, где расположены нектарники, а также часто имеют специфические узоры на лепестках. 
Это объясняется различиями в зрительном восприятия человека и опылителей. Так зрительная система медоносной пчелы (Apis mellifera) содержит три класса ретинальных фоторецепторных клеток, которые максимально чувствительны к свету при 440 нм (синий), 350 нм (ультрафиолетовый) и 540 нм (зелёный). Ультрафиолетовый цвет, невидимый для человека, называется пчелиным фиолетовым, а смесь зеленоватых (жёлтых) длин волн (примерно 540 нм) с ультрафиолетом называется пчелиным пурпуром по аналогии с фиолетовым цветом, который мы видим в человеческом зрении. 
Бабочки и птицы, тоже способны различать ультрафиолетовый цвет. Например, диапазон видимых длин волн у алкиноя (Atrophaneura alcinous) составляет от 400 до 700 нм, а у бабочки Heliconius sara — от 310 до 650 нм.    

Согласно исследованию, проведённому в 2021 году, в неотропической саванне около 30% цветков содержали указатели нектара, видимые в УФ-диапазоне.    
- Примеры УФ указателей нектара
- Цветок Potentilla indica в видимой части спектра выглядит одноцветным, но в УФ содержит указатели нектара
- У рудбекии волосистой (Rudbeckia hirta) лепестки в центре поглощают УФ-свет сильнее и образуют тёмное пятно, невидимое для человеческого зрения
- У некоторых сортов рудбекии волосистой (Rudbeckia hirta) глазок виден и в видимой части спектра

Корзинки семейства Астровые (Asteraceae) в ультрафиолетовом спектре (в диапазоне длин волн от 340 до 380 нм) демонтируют эффект «бычьего глаза». Лепестки их язычковых цветков человеку кажутся одноцветными, но в УФ-спектре ближе к центру  они сильнее поглощают свет, и формируют тёмное пятно-глазок, которое привлекает бабочек и пчёл. Это явление обнаружено у соцветий рудбекии волосистой (Rudbeckia hirta) и подсолнечника однолетнего (Helianthus annuus). Глазки-мишени, видимые в УФ-спектре, также были изучены у цветков лианы Herpetospermum pedunculosum семейства тыквенных (Cucurbitaceae).    

### Книги
- Зернов А.С., Девятов А. 1.3.2.2.1. Визуальные сигналы // Антэкология и карпология : Учебное пособие к спецкурсам / под ред. Д. Д. Соколова и А. П. Сухорукова. — М.: КМК, 2023. — С. 43. — 227 с. — ISBN 978-5-04-611122-4.
- Денисова Г. А. Аромат и окраска цветков // Удивительный мир растений : пособие для учащихся. — Просвещение, 1973. — С. 7–9. — 192 с. — (Мир знаний). — ISBN 978-5-458-43204-7.

### Статьи
- Anne S. Leonard, Daniel R. Papaj. ‘X’ marks the spot: The possible benefits of nectar guides to bees and plants (англ.) // Functional Ecology. — 2011-12. — Vol. 25, iss. 6. — P. 1293–1301. — ISSN 0269-8463. — doi:10.1111/j.1365-2435.2011.01885.x.
- Eduardo Narbona, José C. del Valle, Justen B. Whittall. Painting the green canvas: how pigments produce flower colours (англ.) // The Biochemist. — 2021-06-04. — Vol. 43, iss. 3. — P. 6–12. — ISSN 0954-982X. — doi:10.1042/bio_2021_137.
- David A. Lawson, Heather M. Whitney, Sean A. Rands. Nectar discovery speeds and multimodal displays: assessing nectar search times in bees with radiating and non-radiating guides (англ.) // Evolutionary Ecology. — 2017-12. — Vol. 31, iss. 6. — P. 899–912. — ISSN 0269-7653. — doi:10.1007/s10682-017-9916-1.
- Hao-Chun Hsu, Yan-Fu Kuo. Nectar Guide Patterns on Developmentally Homologous Regions of the Subtribe Ligeriinae (Gesneriaceae) // Frontiers in Plant Science. — 2021-04-12. — Т. 12. — ISSN 1664-462X. — doi:10.3389/fpls.2021.650836.